# Tom Tolbert
Byron Thomas "Tom" Tolbert (nacido el 16 de octubre de 1965 en Long Beach, California) es un exjugador de baloncesto estadounidense que jugó durante seis temporadas en la NBA y una más en la Liga ACB. Con 2,00 metros de estatura, lo hacía en la posición de alero.

## Trayectoria deportiva

### Universidad
Jugó durante sus dos primeras temporadas como universitario con los Anteaters de la Universidad de California en Irvine, participando apenas en 10 partidos en total. En 1985 buscó más minutos en el pequeño community college de Cerritos, donde promedió 16,2 puntos y 7,8 rebotes por partido, que le sirvieron para ser reclutado por los Wildcats de la Universidad de Arizona, donde en dos temporadas promedió 12,5 puntos y 5,4 rebotes por partido, llegando a disputar la Final Four de la NCAA en 1988.

## Trayectoria deportiva

### Profesional
Fue elegido en la trigésimo cuarta posición del Draft de la NBA de 1988 por Charlotte Hornets, con los que sólo llegó a disputar 14 partidos, en los que promedió 2,9 puntos y 1,5 rebotes, antes de ser despedido en el mes de diciembre. Tras verse sin sitio en las plantillas de la NBA, decidió aceptar la oferta del CB Canarias de la liga ACB, donde jugó 17 partidos en los que promedió 26,7 puntoas y 8,4 rebotes.
En 1989 regrasa a su país, fichando por Golden State Warriors como agente libre por un año, quedándose finalmente tres temporadas. La mejor fue la primera de ellas, en la que promedió 8,8 puntos y 3,4 rebotes, siendo titular en 21 partidos. Tras ser despedido antes del comienzo de la temporada 1991-92, a los pocos días ficha por Orlando Magic, donde se convierte en titular al lado de hombres como Shaquille O'Neal o Nick Anderson, acabando el año con 8,1 puntos y 5,7 rebotes por partido.
Jugó dos temporadas más en la NBA, con Los Angeles Clippers y nuevamente con los Hornets, pero siendo uno de los últimos hombres del banquillo.

## Estadísticas de su carrera en la NBA

### Temporada regular
| Temporada | Edad | Equipo                | Liga | P   | TIT | MIN  | TC  | TCA | %TC  | 3P  | 3PA | %3P  | TL  | TLA | %TL   | R.OF. | R.DEF. | REB | ASIS | ROB | TAP | PER | FP  | PTS |
| 1988-89   | 23   | Charlotte Hornets     | NBA  | 14  | 0   | 8.4  | 1.2 | 2.6 | .459 | 0.0 | 0.2 | .000 | 0.4 | 0.9 | .500  | 0.5   | 1.0    | 1.5 | 0.5  | 0.1 | 0.3 | 0.1 | 1.4 | 2.9 |
| 1989-90   | 24   | Golden State Warriors | NBA  | 70  | 21  | 19.2 | 3.1 | 6.3 | .493 | 0.1 | 0.3 | .278 | 2.5 | 3.4 | .726  | 1.7   | 3.4    | 5.2 | 0.8  | 0.3 | 0.4 | 1.1 | 2.7 | 8.8 |
| 1990-91   | 25   | Golden State Warriors | NBA  | 62  | 32  | 22.1 | 3.0 | 7.0 | .423 | 0.1 | 0.3 | .333 | 2.0 | 2.8 | .738  | 1.4   | 3.0    | 4.4 | 1.2  | 0.6 | 0.6 | 1.3 | 3.1 | 8.1 |
| 1991-92   | 26   | Golden State Warriors | NBA  | 35  | 0   | 8.9  | 0.9 | 2.5 | .384 | 0.1 | 0.2 | .250 | 0.6 | 1.1 | .550  | 0.4   | 1.2    | 1.6 | 0.6  | 0.3 | 0.2 | 0.6 | 2.1 | 2.6 |
| 1992-93   | 27   | Orlando Magic         | NBA  | 72  | 61  | 25.5 | 3.1 | 6.3 | .498 | 0.1 | 0.4 | .321 | 1.7 | 2.3 | .726  | 1.8   | 3.9    | 5.7 | 1.3  | 0.5 | 0.3 | 1.7 | 2.7 | 8.1 |
| 1993-94   | 28   | Los Angeles Clippers  | NBA  | 49  | 6   | 13.1 | 1.5 | 3.6 | .418 | 0.1 | 0.3 | .375 | 0.7 | 0.9 | .733  | 0.7   | 1.5    | 2.2 | 0.6  | 0.3 | 0.3 | 0.8 | 1.2 | 3.8 |
| 1994-95   | 29   | Charlotte Hornets     | NBA  | 10  | 0   | 5.7  | 0.6 | 1.8 | .333 | 0.0 | 0.4 | .000 | 0.2 | 0.2 | 1.000 | 0.7   | 1.0    | 1.7 | 0.2  | 0.0 | 0.0 | 0.3 | 0.9 | 1.4 |
| Total     |      |                       | NBA  | 312 | 120 | 18.2 | 2.4 | 5.3 | .460 | 0.1 | 0.3 | .296 | 1.6 | 2.2 | .716  | 1.3   | 2.7    | 4.0 | 0.9  | 0.4 | 0.3 | 1.1 | 2.4 | 6.5 |

### Playoffs
| Temporada | Edad | Equipo                | Liga | P | MIN | TCA | TC | 3PA | 3P | TLA | TL | R.OF. | REB | ASIS | ROB | TAP | PER | FP | PTS | %TC  | %3P  | %FT  | MIN  | PTS | REB | AST |
| 1990-91   | 25   | Golden State Warriors | NBA  | 9 | 116 | 14  | 33 | 1   | 3  | 3   | 11 | 0     | 18  | 8    | 3   | 4   | 4   | 29 | 32  | .424 | .333 | .273 | 12.9 | 3.6 | 2.0 | 0.9 |
| Total     |      |                       | NBA  | 9 | 116 | 14  | 33 | 1   | 3  | 3   | 11 | 0     | 18  | 8    | 3   | 4   | 4   | 29 | 32  | .424 | .333 | .273 | 12.9 | 3.6 | 2.0 | 0.9 |

## Vida posterior
En 1996 fue contratado por la emisora de radio deportiva KNBR de San Francisco donde copresentó el talk show The Razor and Mr. T que tuvo un gran éxito en el Área de la Bahía.
Trabajó además como comentarista especializado en las cadenas de televisión NBC, donde llegó a ser nominado a un Emmy, y en la ESPN. En 2003 fue, junto a Bill Walton, uno de los dos comentaristas especializados que retransmitieron las Finales de la NBA para la cadena de televisión ABC.